# Natação nos Jogos Olímpicos de Verão de 1956
A natação nos Jogos Olímpicos de Verão de 1956 foi realizada em Melbourne, na Austrália, com treze eventos disputados, sete para homens e seis para mulheres.

## Eventos da natação
Masculino: 100 metros livre | 400 metros livre | 1500 metros livre | 100 metros costas | 200 metros peito | 200 metros borboleta | 4x200 metros livre

Feminino: 100 metros livre | 400 metros livre | 100 metros costas | 200 metros peito | 100 metros borboleta | 4x100 metros livre

## Masculino

### 100 metros livre masculino
| Pos. | País            | Atletas      | Tempo  |
| ---- | --------------- | ------------ | ------ |
|      | Austrália (AUS) | Jon Henricks | 55.4 s |
|      | Austrália (AUS) | John Devitt  | 55.8 s |
|      | Austrália (AUS) | Gary Chapman | 56.7 s |

Final:
1. AUS Jon Henricks, 55.4 (WR)
2. AUS John Devitt, 55.8
3. AUS Gary Chapman, 56.7
4. USA Reid Patterson, 57.2
5. USA Dick Hanley, 57.6
6. USA Bill Woolsey, 57.6
7. JPN Atsushi Tani, 58.0
8. FRA Aldo Eminente, 58.1

### 400 metros livre masculino
| Pos. | País                 | Atletas           | Tempo  |
| ---- | -------------------- | ----------------- | ------ |
|      | Austrália (AUS)      | Murray Rose       | 4:27.3 |
|      | Japão (JPN)          | Tsuyoshi Yamanaka | 4:30.4 |
|      | Estados Unidos (USA) | George Breen      | 4:32.5 |

Final:
1. AUS Murray Rose, 4:27.3 (WR)
2. JPN Tsuyoshi Yamanaka, 4:30.4
3. USA George Breen, 4:32.5
4. AUS Kevin O'Halloran, 4:32.9
5. EUA Hans Zierold, 4:34.6
6. AUS Gary Winram, 4:34.9
7. JPN Koji Nonoshita, 4:48.2
8. ITA Angelo Romani, 4:51.7

### 1500 metros livre masculino
| Pos. | País                 | Atletas           | Tempo   |
| ---- | -------------------- | ----------------- | ------- |
|      | Austrália (AUS)      | Murray Rose       | 17:58.9 |
|      | Japão (JPN)          | Tsuyoshi Yamanaka | 18:00.3 |
|      | Estados Unidos (USA) | George Breen      | 18:08.2 |

Final:
1. AUS Murray Rose, 17:58.9
2. JPN Tsuyoshi Yamanaka, 18:00.3
3. USA George Breen, 18:08.2
4. AUS Murray Garretty, 18:26.5
5. CAN William Slater, 18:38.1
6. FRA Jean Boiteux, 18:38.3
7. JPN Yukiyoshi Aoki, 18:38.3
8. AUS Gary Winram, 19:06.2

### 100 metros costas masculino
| Pos. | País                 | Atletas        | Tempo  |
| ---- | -------------------- | -------------- | ------ |
|      | Austrália (AUS)      | David Theile   | 1:02.2 |
|      | Austrália (AUS)      | John Monckton  | 1:03.2 |
|      | Estados Unidos (USA) | Frank McKinney | 1:04.5 |

Final:
1. AUS David Theile, 1:02.2 (WR)
2. AUS John Monckton, 1:03.2
3. USA Frank McKinney, 1:04.5
4. FRA Robert Christophe, 1:04.9
5. AUS John Hayres, 1:05.0
6. GBR Graham Sykes, 1:05.6
7. USA Albert Wiggins, 1:05.8
8. USA Yoshinobu Oyakawa, 1:06.9

### 200 metros peito masculino
| Pos. | País                  | Atletas            | Tempo  |
| ---- | --------------------- | ------------------ | ------ |
|      | Japão (JPN)           | Masaru Furukawa    | 2:34.7 |
|      | Japão (JPN)           | Masahiro Yoshimura | 2:36.7 |
|      | União Soviética (URS) | Kharis Yunichev    | 2:36.8 |

Final:
1. JPN Masaru Furukawa, 2:34.7
2. JPN Masahiro Yoshimura, 2:36.7
3. URS Kharis Yunichev, 2:36.8
4. AUS Terry Gathercole, 2:38.7
5. URS Igor Zaseda, 2:39.0
6. DEN Knud Gleie, 2:40.0
7. CUB Manuel Sanguily, 2:42.0
8. FRA Henri Broussard, DSQ

### 200 metros borboleta masculino
| Pos. | País                 | Atletas          | Tempo  |
| ---- | -------------------- | ---------------- | ------ |
|      | Estados Unidos (USA) | William Yorzyk   | 2:19.3 |
|      | Japão (JPN)          | Takashi Ishimoto | 2:23.8 |
|      | Hungria (HUN)        | György Tumpek    | 2:23.9 |

Final:
1. USA William Yorzyk, 2:19.3
2. JPN Takashi Ishimoto, 2:23.8
3. HUN György Tumpek, 2:23.9
4. USA Jack Nelson, 2:26.6
5. AUS John Marshall, 2:27.2
6. MEX Eulalio Ríos Alemán, 2:27.3
7. AUS Brian Wilkinson, 2:29.7
8. ROM Alexandru Popescu, 2:31.0

### 4x200 metros livre masculino
| Pos. | País                  | Atletas                                                           | Tempo  |
| ---- | --------------------- | ----------------------------------------------------------------- | ------ |
|      | Austrália (AUS)       | Kevin O'Halloran John Devitt Murray Rose Jon Henricks             | 8:23.6 |
|      | Estados Unidos (USA)  | Richard Hanley George Breen William Woolsey Ford Konno            | 8:31.5 |
|      | União Soviética (URS) | Vitali Sorokin Vladimir Struzhanov Gennadi Nikolaev Boris Nikitin | 8:34.7 |

Final:
1. Austrália (Kevin O'Halloran, John Devitt, Murray Rose, Jon Henricks), 8:23.6 (WR)
2. Estados Unidos (Richard Hanley, George Breen, William Woolsey, Ford Konno), 8:31.5
3. União Soviética (Vitali Sorokin, Vladimir Struzhanov, Gennadi Nikolaev, Boris Nikitin), 8:34.7
4. Japão (Manabu Koga, Atsushi Tani, Koji Nonoshita, Tsuyoshi Yamanaka), 8:36.6
5. Equipe Alemã Unida (Hans Köhler, Hans-Joachim Reich, Hanz Zierold, Horst Bleeker), 8:43.4
6. Reino Unido (Kenneth Williams, Ronald Roberts, Neil McKechnie, John Wardrop), 8:45.2
7. Itália (Federico Dennerlein, Paolo Galletti, Guido Elmi, Angelo Romani), 8:46.2
8. África do Sul (William Steuart, Anthony Briscoe, Dennis Ford, Peter Duncan), 8:49.5

## Feminino

### 100 metros livre feminino
| Pos. | País            | Atletas        | Tempo  |
| ---- | --------------- | -------------- | ------ |
|      | Austrália (AUS) | Dawn Fraser    | 1:02.0 |
|      | Austrália (AUS) | Lorraine Crapp | 1:02.3 |
|      | Austrália (AUS) | Faith Leech    | 1:05.1 |

Final:
1. AUS Dawn Fraser, 1:02.0 (WR)
2. AUS Lorraine Crapp, 1:02.3
3. AUS Faith Leech, 1:05.1
4. USA Joan Alderson-Rosazza, 1:05.2
5. CAN Virginia Grant, 1:05.4
6. USA Shelley Mann, 1:05.6
7. NZL Marrion Roe, 1:05.6
8. RSA Natalie Myburgh, 1:05.8

### 400 metros livre feminino
| Pos. | País                 | Atletas        | Tempo  |
| ---- | -------------------- | -------------- | ------ |
|      | Austrália (AUS)      | Lorraine Crapp | 4:54.6 |
|      | Austrália (AUS)      | Dawn Fraser    | 5:02.5 |
|      | Estados Unidos (USA) | Sylvia Ruuska  | 5:07.1 |

Final:
1. AUS Lorraine Crapp, 4:54.6
2. AUS Dawn Fraser, 5:02.5
3. USA Sylvia Ruuska, 5:07.1
4. USA Marley Shriver, 5:12.9
5. HUN Ripszima Székely, 5:14.2
6. AUS Sandra Morgan, 5:14.3
7. FRA Héda Frost, 5:15.4
8. HUN Valéria Gyenge, 5:21.0

### 100 metros costas feminino
| Pos. | País                 | Atletas          | Tempo  |
| ---- | -------------------- | ---------------- | ------ |
|      | Grã-Bretanha (GBR)   | Judith Grinham   | 1:12.9 |
|      | Estados Unidos (USA) | Carin Cone       | 1:12.9 |
|      | Grã-Bretanha (GBR)   | Margaret Edwards | 1:13.1 |

Final:
1. GBR Judith Grinham, 1:12.9 (WR)
2. USA Carin Cone, 1:12.9 (WR)
3. GBR Margaret Edwards, 1:13.1
4. EUA Helga Schmidt-Neuber, 1:13.4
5. USA Maureen Murphy, 1:14.1
6. GBR Julie Hoyle, 1:14.3
7. CAN Sara Barber, 1:14.3
8. AUS Gerganiya Beckitt, 1:14.7

### 200 metros peito feminino
| Pos. | País                     | Atletas         | Tempo  |
| ---- | ------------------------ | --------------- | ------ |
|      | Equipe Alemã Unida (EUA) | Ursula Happe    | 2:53.1 |
|      | Hungria (HUN)            | Éva Székely     | 2:54.8 |
|      | Equipe Alemã Unida (EUA) | Eva-Maria Elsen | 2:55.1 |

Final:
1. EUA Ursula Happe, 2:53.1
2. HUN Éva Székely, 2:54.8
3. EUA Eva-Maria Elsen, 2:55.1
4. YUG Vinka Jeričević, 2:55.8
5. HUN Klára Killermann-Bartos, 2:56.1
6. GBR Elenor Gordon-McKay, 2:56.1
7. USA Mary Sears, 2:57.2
8. GBR Christine Gosden, 2:59.2

### 100 metros borboleta feminino
| Pos. | País                 | Atletas         | Tempo  |
| ---- | -------------------- | --------------- | ------ |
|      | Estados Unidos (USA) | Shelley Mann    | 1:11.0 |
|      | Estados Unidos (USA) | Nancy Ramey     | 1:11.9 |
|      | Estados Unidos (USA) | Mary Jane Sears | 1:14.4 |

Final:
1. USA Shelley Mann, 1:11.0
2. USA Nancy Ramey, 1:11.9
3. USA Mary Sears, 1:14.4
4. HUN Mária Littomeritzky, 1:14.9
5. AUS Beverly Bainbridge, 1:15.2
6. EUA Jutta Langenau, 1:17.4
7. CAN Beth Whittall, 1:17.9
8. CAN Sara Barber, 1:18.4

### 4x100 metros livre feminino
| Pos. | País                 | Atletas                                                        | Tempo  |
| ---- | -------------------- | -------------------------------------------------------------- | ------ |
|      | Austrália (AUS)      | Dawn Fraser Faith Leech Sandra Morgan Lorraine Crapp           | 4:17.1 |
|      | Estados Unidos (USA) | Sylvia Ruuska Shelley Mann Nancy Simons Joan Alderson-Rosazza  | 4:19.2 |
|      | África do Sul (RSA)  | Natalie Myburgh Susan Roberts Moira Abernethy Jeanette Myburgh | 4:25.7 |

Final:
1. Austrália (Dawn Fraser, Faith Leech, Sandra Morgan, Lorraine Crapp), 4:17.1 (WR)
2. Estados Unidos (Sylvia Ruuska, Shelley Mann, Nancy Simons, Joan Alderson-Rosazza), 4:19.2
3. África do Sul (Natalie Myburgh, Susan Roberts, Moira Abernethy, Jeanette Myburgh), 4:25.7
4. Equipe Alemã Unida (Ingrid Künzel, Hertha Haase, Katharine Jansen, Birgit Klomp), 4:26.1
5. Canadá (Helen Stewart, Gladys Priestley, Sara Barber, Virginia Grant), 4:28.3
6. Suécia (Anita Hellström, Birgitta Wängberg, Anna Larsson, Kate Jobson), 4:30.0
7. Hungria (Mária Littomeritzky, Katalin Szőke, Judit Temes, Valéria Gyenge), 4:31.1
8. Reino Unido (Frances Hogben, Judith Grinham, Margaret Girvan, Fearne Ewart), 4:35.8

## Quadro de medalhas da natação
| Ordem | País                   | Medalha de ouro | Medalha de prata | Medalha de bronze | Total |
| ----- | ---------------------- | --------------- | ---------------- | ----------------- | ----- |
| 1     | AUS Austrália          | 8               | 4                | 2                 | 14    |
| 2     | USA Estados Unidos     | 2               | 4                | 5                 | 11    |
| 3     | JPN Japão              | 1               | 4                | 0                 | 5     |
| 4     | EUA Equipe Alemã Unida | 1               | 0                | 1                 | 2     |
| 4     | GBR Grã-Bretanha       | 1               | 0                | 1                 | 2     |
| 6     | HUN Hungria            | 0               | 1                | 1                 | 2     |
| 7     | URS União Soviética    | 0               | 0                | 2                 | 2     |
| 8     | RSA África do Sul      | 0               | 0                | 1                 | 1     |